# Isao Takahata
Isao Takahata (高畑 勲, Takahata Isao, 29. listopada 1935. – 5. travnja 2018.) bio je japanski anime redatelj, scenarist i producent. Jedan je od suosnivača studija Ghibli zajedno sa svojim prijateljem i suradnikom Hayaom Miyazakijem. Svoj prvi anime film Hols: Prince of the Sun režira 1968., a kritički prestiž ostvaruje režijom ratne drame Grave of the Fireflies, romantične humorne drame Only Yesterday, ekološke parabole Pom Poko, komedijom My Neighbors the Yamadas i dječjim filmom Panda! Go, Panda!. Njegov posljednji film Priča o princezi Kaguya (Kaguya-hime no Monogatari) iz 2013. nominiran je za Oscara u kategoriji najbolji animirani film. Uz vlastite filmove, producira i brojne anime filmove za studio Ghibli, kao što je Nausicaä of the Valley of the Wind i Kiki's Delivery Service. Roger Ebert smatra njegov film Grave of the Fireflies jednim od najboljih ratnih filmova ikada snimljenih te ih je uključio na svoj popis velikih filmova. Za razliku od brojnih drugih anime redatelja, Takahata ne crta i nikada nije radio kao animator prije nego što je postao redatelj na tom mediju.

## Vanjske poveznice
- Isao Takahata na Anime News Network